# Токийский метрополитен
Токи́йский метрополите́н (яп. 東京の地下鉄, とうきょうのちかてつ, То:кё: но Тикатэцу; также просто 東京地下鉄) — система скоростного внеуличного транспорта Токио, состоящая из линий двух крупных операторов: Tokyo Metro под управлением частной компанией Tokyo Metro Co., Ltd. (яп. 東京地下鉄株式会社 То:кё: Тикатэцу Кабусики-гайся) и Toei Subway (Toei) под управлением Токийского столичного транспортного управления (яп. 東京都交通局 то:кё: то ко:цу: кёку). Перевёз за 2018 год: Tokyo Metro — 7,579 миллиарда пассажиров; Toei Subway (Toei) — 3,207 миллиарда пассажиров, вместе являясь таким образом 2-м в мире метрополитеном по годовому пассажиропотоку. На всех станциях установлено тактильное покрытие.
Ключевые станции метро соединены с массой других систем общественного транспорта: поездами, монорельсами, Синкансэном и прочими. Самая используемая станция метрополитена — Синдзюку — пропускает примерно 2 миллиона пассажиров в день, являясь самой «занятой» и второй по размеру станцией в мире после станции Нагоя. Сеть токийского метрополитена насчитывает 286 станций. Так как в Токио находится самая обширная в мире городская железнодорожная сеть (по состоянию на май 2014 года в Токио расположено 158 линий, 48 операторов, 4714,5 км эксплуатационных железнодорожных путей и 2210 станций) Токийское метро составляет лишь небольшую долю скоростных железнодорожных перевозок в Токио — только 286 из 2210 железнодорожных станций. Токийское метро перевозит ежедневно 8,7 миллиона пассажиров (14,6 миллиарда в год), что составляет только 22 % от 40 миллионов пассажиров, ежедневно пользующихся железнодорожной системой Токио (см. Транспорт в Большом Токио).
В вагонах установлены сиденья с подогревом. Остановки объявляются на японском и английском языках, реже — на китайском. В Токийском метро существует специальная должность по заталкиванию пассажиров в переполненные вагоны — осия.

## История
Идея строительства метро в Токио принадлежит японскому бизнесмену Норицугу Хаякава. В 1914 году, во время путешествия по Европе, он был впечатлён подземными железными дорогами Лондона. Он пришёл к убеждению, что для того, чтобы превратиться в город мирового уровня, Токио необходимо собственное метро. Строительство метро началось 29 августа 1920 года компанией «Tokyo Underground Railway(R)». 30 декабря 1927 года была запущена первая линия между станциями «Асакуса» и «Уэно». Её длина составляла 2,2 км и она включала лишь четыре станции.
В дальнейшем эта линия продлевалась в 1930 и 1934 годах (до станции Симбаси). В 1938 году компания Tōkyō Rapid Railway открыла линию западнее (от станции Сибуя), и с её продлением в 1939 году обе линии были соединены в одну. В результате длина первой линии Токийского метрополитена составила 14,3 км.
Строительство второй линии началось в 1942 году, но было приостановлено из-за войны. В итоге её первый участок открылся в 1954 году. 
В 1960 году открылась первая линия системы Toei Subway. К 1970 году метрополитен включал 7 линий протяжённостью 96 км.
1 апреля 2004 года часть метрополитена была приватизирована и получила название «Tokyo Metro» Оставшиеся линии «Toei Subway» (Toei) управляются Токийским столичным транспортным управлением.

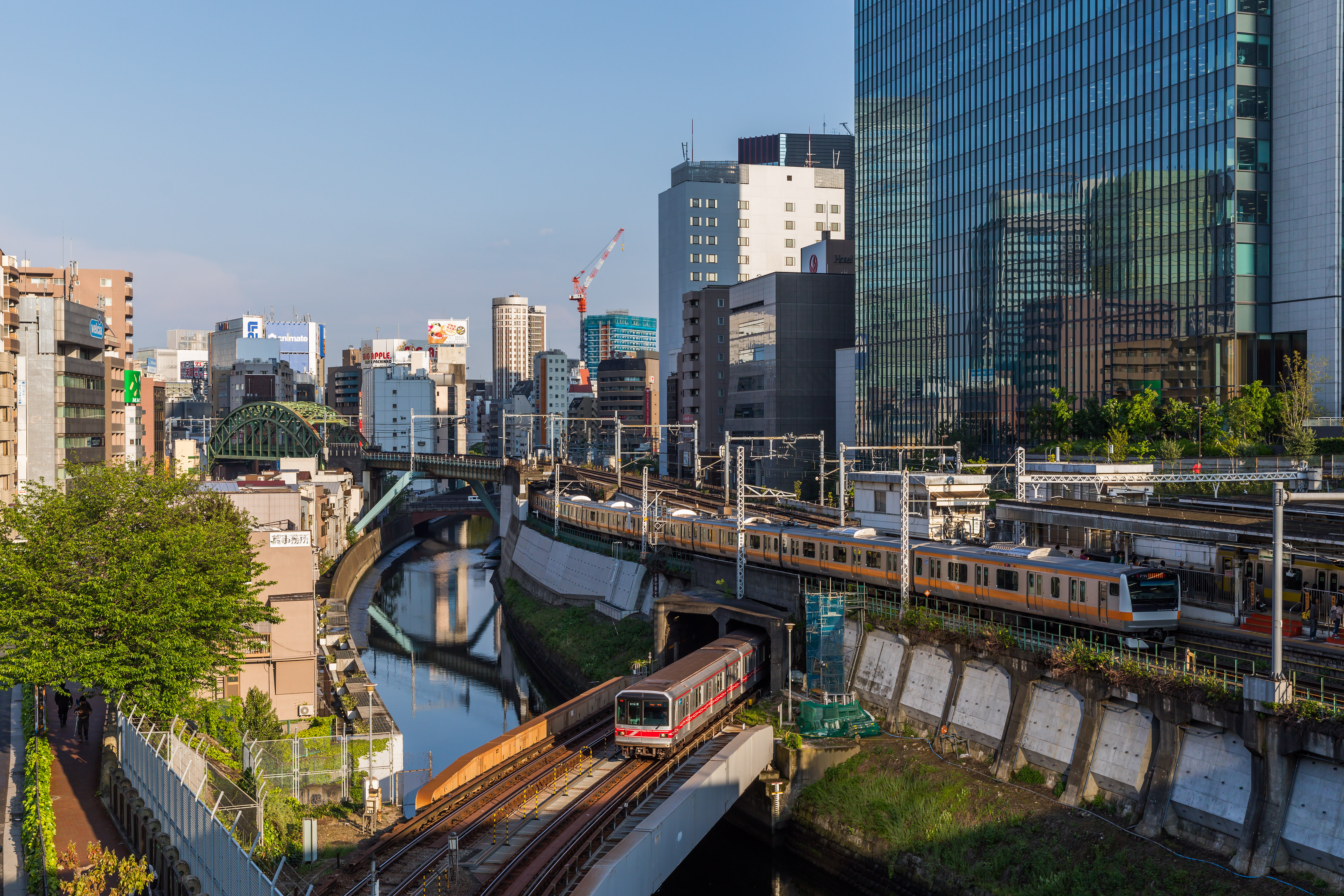
Состав серии 02 Tokyo Metro (внизу) по метромосту Токийского метрополитена пересекает реку Канда, в районе станции Отяномидзу.

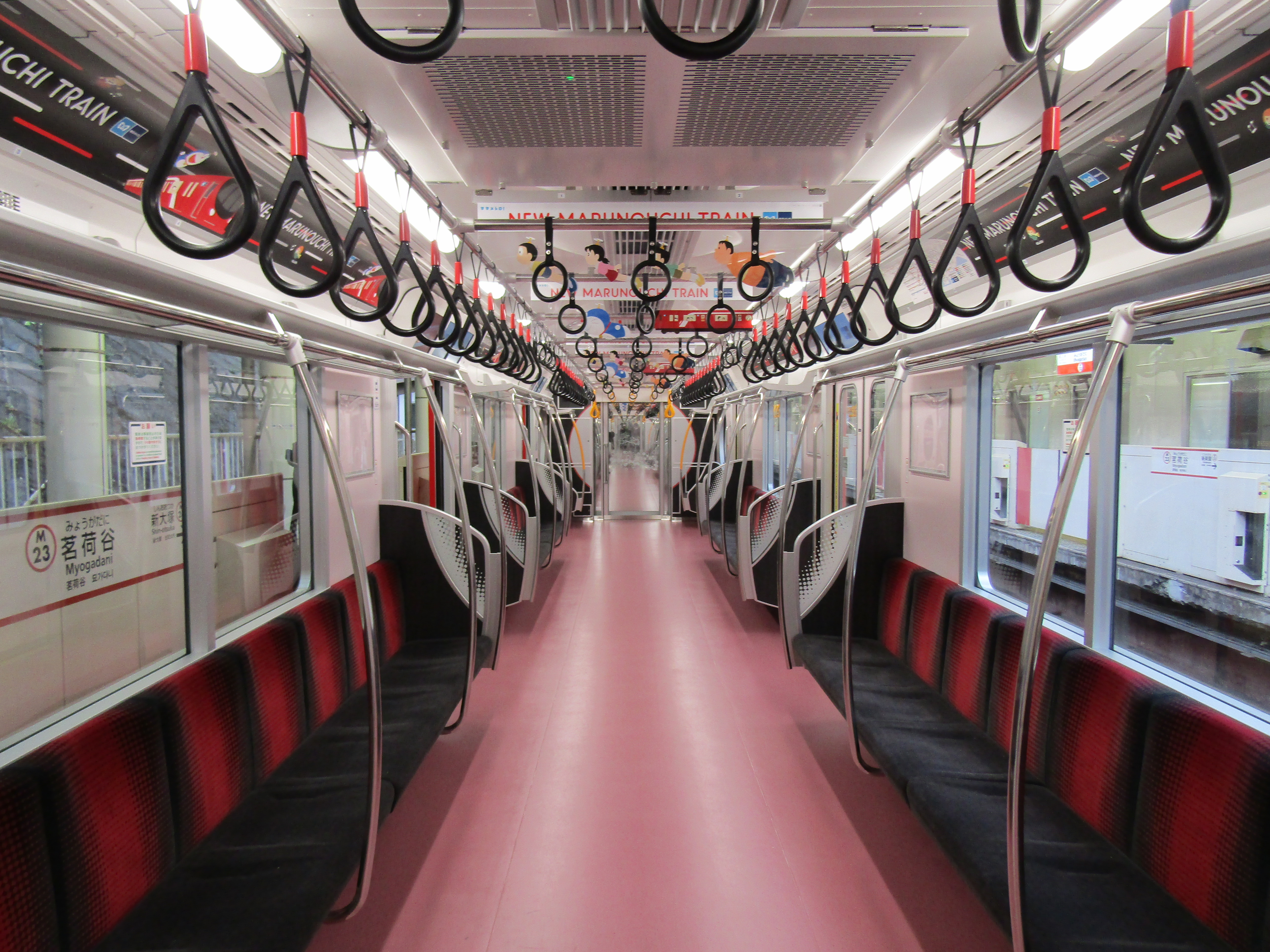
Интерьер поезда Токийского метрополитена серии 2000, 2019 год.

## Линии
Сеть линий метрополитена в Токио управляется двумя крупными операторами:
- Tokyo Metro. Ранее — Teito Rapid Transit Authority (Eidan), приватизирована в 2004 году и на данный момент обслуживает 180 станций на 9 линиях. Минимальная цена поездки составляет 160 иен.
- Toei Subway (Toei). Находится в ведении Токийского столичного транспортного управления, обслуживает 106 станций на 4 линиях. Минимальная цена поездки составляет 170 иен.

| Цвет линии        | Знак        | Номер линии | Название                      | На японском    |             |             |             |             |             |
| Tokyo Metro       | Tokyo Metro | Tokyo Metro | Tokyo Metro                   | Tokyo Metro    | Tokyo Metro | Tokyo Metro | Tokyo Metro | Tokyo Metro | Tokyo Metro |
| ----------------- | ----------- | ----------- | ----------------------------- | -------------- | ----------- | ----------- | ----------- | ----------- | ----------- |
| оранжевый         |             | Линия 3     | Линия Гиндза                  | 銀座線         |             |             |             |             |             |
| красный           |             | Линия 4     | Линия Маруноути               | 丸ノ内線       |             |             |             |             |             |
| красный           |             | Линия 4     | Линия Маруноути (ответвление) | 丸ノ内線分岐線 |             |             |             |             |             |
| серебряный        |             | Линия 2     | Линия Хибия                   | 日比谷線       |             |             |             |             |             |
| голубой           |             | Линия 5     | Линия Тодзай                  | 東西線         |             |             |             |             |             |
| зелёный           |             | Линия 9     | Линия Тиёда                   | 千代田線       |             |             |             |             |             |
| светло-коричневый |             | Линия 8     | Линия Юракутё                 | 有楽町線       |             |             |             |             |             |
| пурпурный         |             | Линия 11    | Линия Хандзомон               | 半蔵門線       |             |             |             |             |             |
| бирюзовый         |             | Линия 7     | Линия Намбоку                 | 南北線         |             |             |             |             |             |
| коричневый        |             | Линия 13    | Линия Фукутосин               | 副都心線       |             |             |             |             |             |
| Toei Subway       |             |             |                               |                |             |             |             |             |             |
| розовый           |             | Линия 1     | Линия Асакуса                 | 浅草線         |             |             |             |             |             |
| синий             |             | Линия 6     | Линия Мита                    | 三田線         |             |             |             |             |             |
| салатовый         |             | Линия 10    | Линия Синдзюку                | 新宿線         |             |             |             |             |             |
| фиолетовый        |             | Линия 12    | Линия Оэдо                    | 大江戸線       |             |             |             |             |             |

## Ширина колеи
В токийском метро используются три разные колеи — 1435 мм, 1372 мм, 1067 мм. Первые линии использовали колею 1435 мм (европейскую), но позже была выбрана колея 1067 мм для совместной операции с городскими и пригородными метрополитенами. К примеру, линии Гиндза и Маруноути имеют колею 1435 мм, остальные — 1067 и 1372 мм.

## Дополнительные факты
- В Токийском метрополитене на станциях нет жёлоба безопасности.
- На платформах стоят автоматы с водой и питьевые фонтаны, станции оборудованы туалетом и оформлены в современном стиле без архитектурных изысков.
- Стоимость билета в метро зависит от того, до какой станции планирует доехать пассажир. Все станции сегодня пронумерованы, и поезда следуют чётко по расписанию.
- Подвижной состав состоит из 10 вагонов. В час пик последний вагон предназначен только для женщин, чтобы исключить неприятные ситуации с домогательствами.
- Разговаривать по мобильному телефону и говорить в токийском метро не принято — это считается дурным тоном[16].